# Arboretum national des Barres
L'arboretum national des Barres est un arboretum situé à Nogent-sur-Vernisson dans la région naturelle du Gâtinais (département du Loiret en région Centre-Val de Loire).
Géré jusqu'à la fin 2018 par l'Office national des forêts, il a été labellisé jardin remarquable.

## Situation

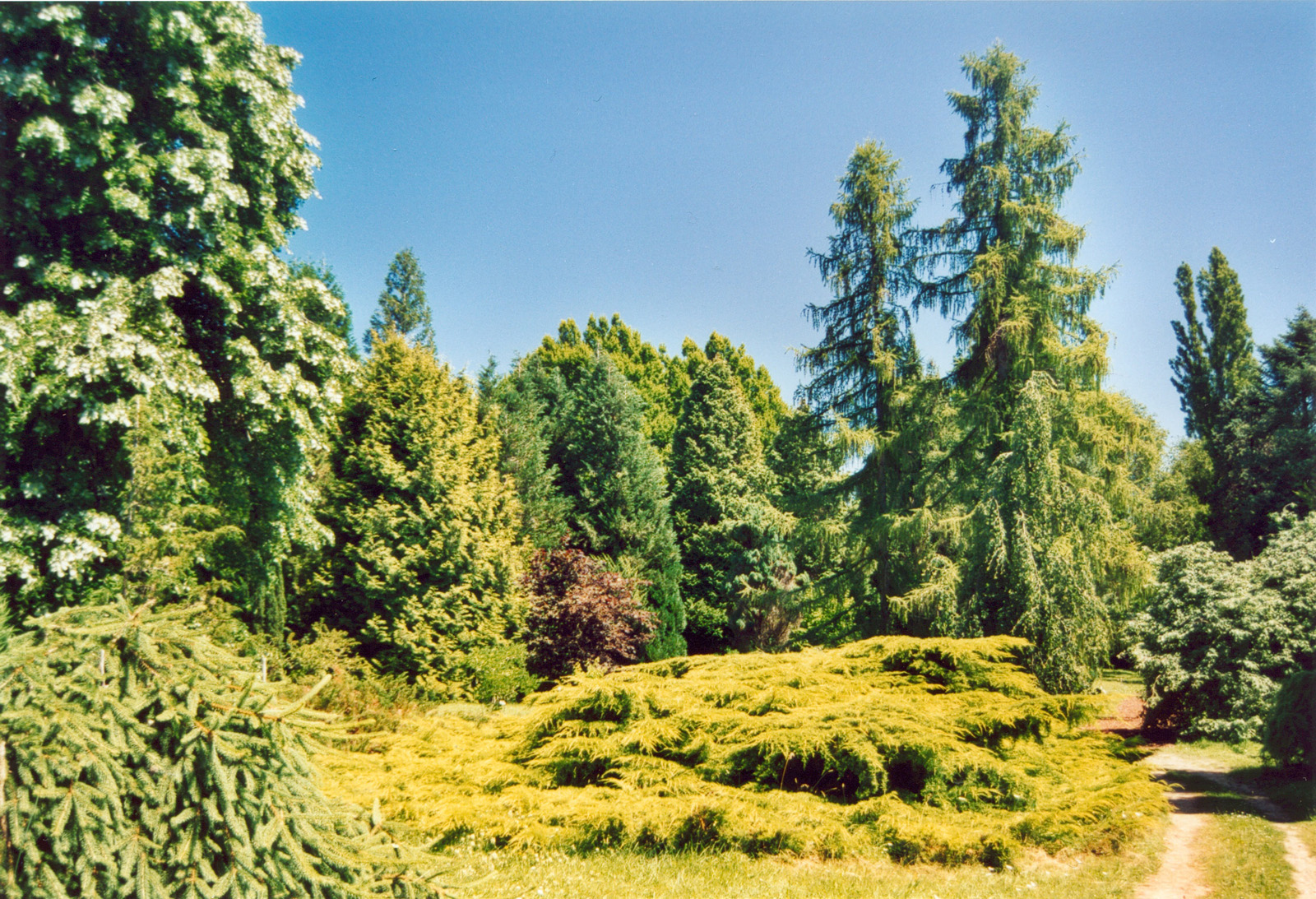
Une vue de l'arboretum.

L'arboretum est situé dans le sud-est de la commune de Nogent-sur-Vernisson, sur la route départementale 41 en direction de Châtillon-Coligny (7 km à l'est). Sainte-Geneviève-des-Bois se trouve sur sa bordure est.
Montargis  est à 19 km au nord, par la RN 7 qui passe à moins de 1 km à l'ouest de l'arboretum. Paris est à 139 km au nord.
La sortie 18.1 « Varennes-Changy » de l'autoroute A77 est à 6 km à l'ouest par la D41. La gare ferroviaire la plus proche est celle de Nogent-sur-Vernisson.

## Description

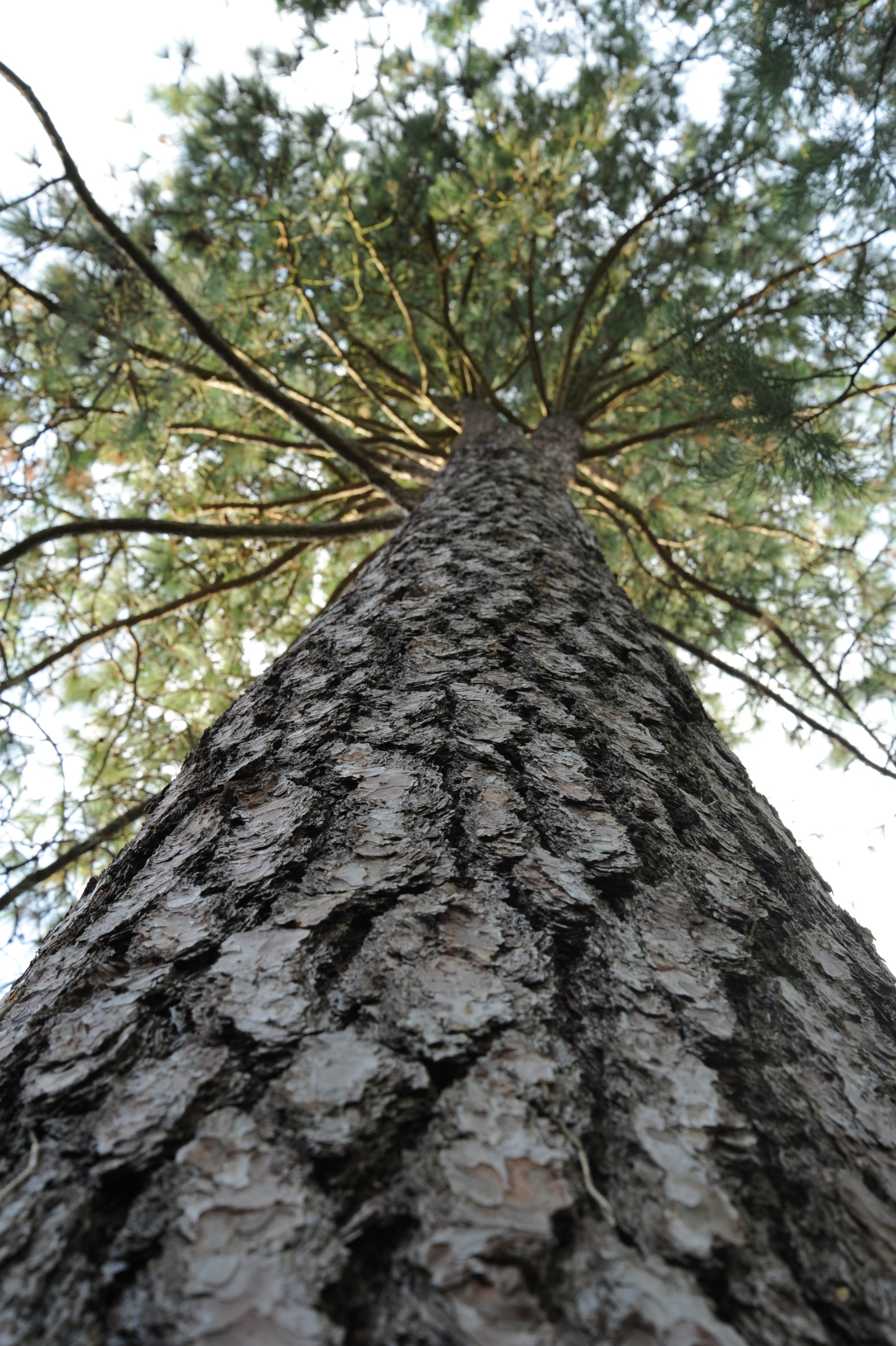
Pinus ponderosa.

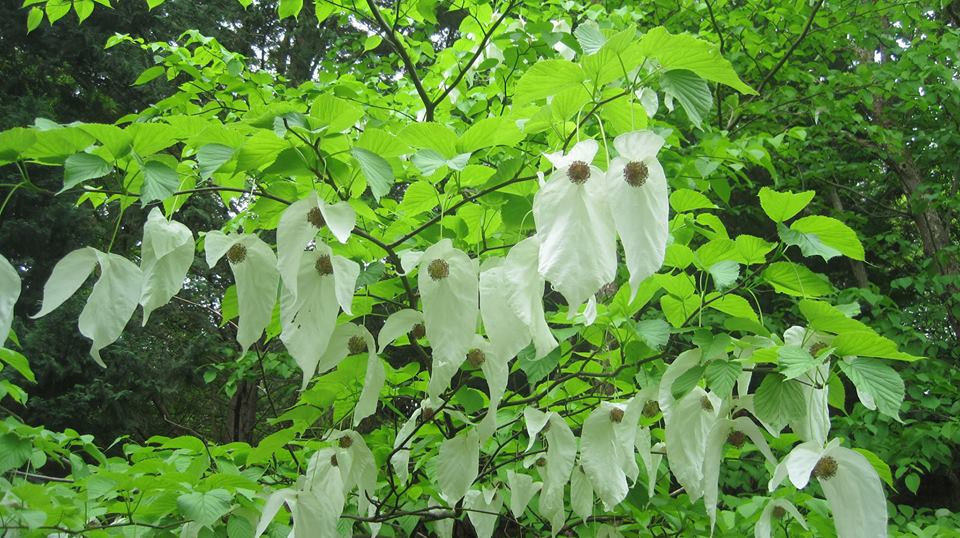
L'arbre à mouchoirs.

L'arboretum comprend trois ensembles de collections d'arbres et arbustes répartis sur 35 hectares,.
Il est intégré au domaine des Barres, vaste ensemble forestier de près de 380 hectares et rassemble plus de 2 600 espèces, avec près de 9 250 arbres et arbustes. On recense notamment 109 espèces de chênes (Quercus), 85 espèces d'érables (Acer), 57 espèces d'épicéas (Picea), 54 espèces de pins (Pinus), 44 espèces de sapins (Abies) et 92 espèces d'aubépines (Crataegus).
La collection dite Continentalis constitue le premier ensemble, dans le sud-ouest de l'arboretum. Elle comprend la collection nord-américaine, datant de 1873 et la collection asiatique, plus récente.
La collection dite Classifica, au nord, est organisée selon la classification des espèces. Elle date de 1894.
La collection dite Bizarretum permet d'observer des espèces particulières par leurs formes. Datée de 1941, elle est située dans le sud-est du parc.
Environ 400 espèces de champignons se sont développées dans l'arboretum, avec notamment un certain nombre de symbioses (mycorhization) entre champignons et arbres ligneux.
Une vingtaine d'espèces d'orchidées sauvages terrestres sont présentes sur le site, du fait de la variété des sols ; soit 25 % des espèces françaises d'orchidées terrestres.
Les arbres offrent des habitats à de nombreuses espèces d'oiseaux et d'insectes. On compte 40 espèces d'oiseaux typiquement forestières et sept espèces de lisière forestière.
Une pépinière est chargée d'assurer le renouvellement et l'enrichissement des collections de l'arboretum. Elle propose également à la vente des espèces peu répandues. Le catalogue comporte environ 500 espèces rustiques sous le climat tempéré.
L'arboretum détient une collection agréée CCVS d'Acer (érables) et une collection nationale CCVS de Quercus (chênes).
L'accueil des visiteurs est assuré par l'équipe de l'arboretum, qui est ouvert de fin mars à début novembre.
Un lycée d'enseignement général et technologique agricole est implanté sur le site.

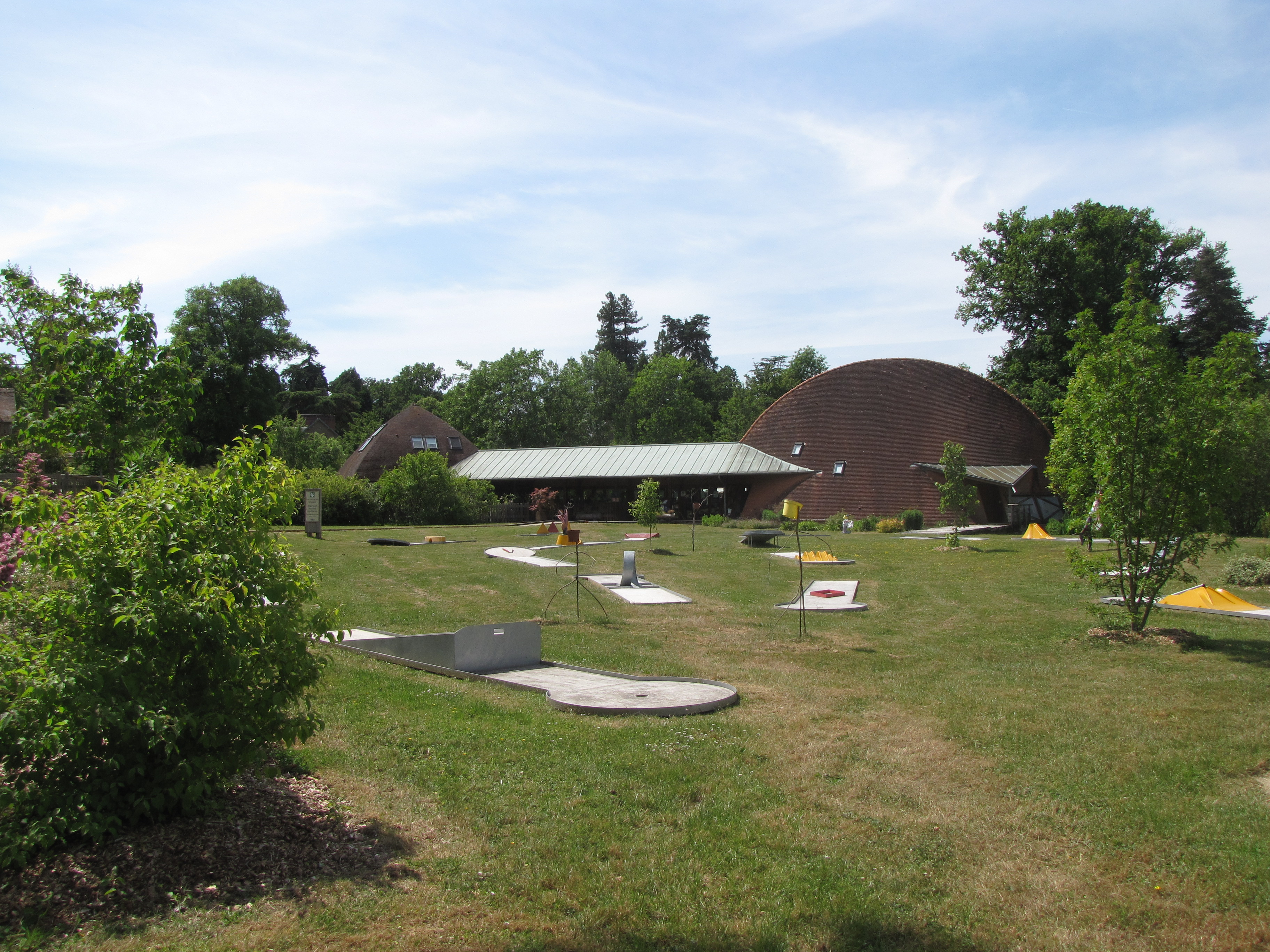
Le bâtiment d'accueil et le mini-golf.
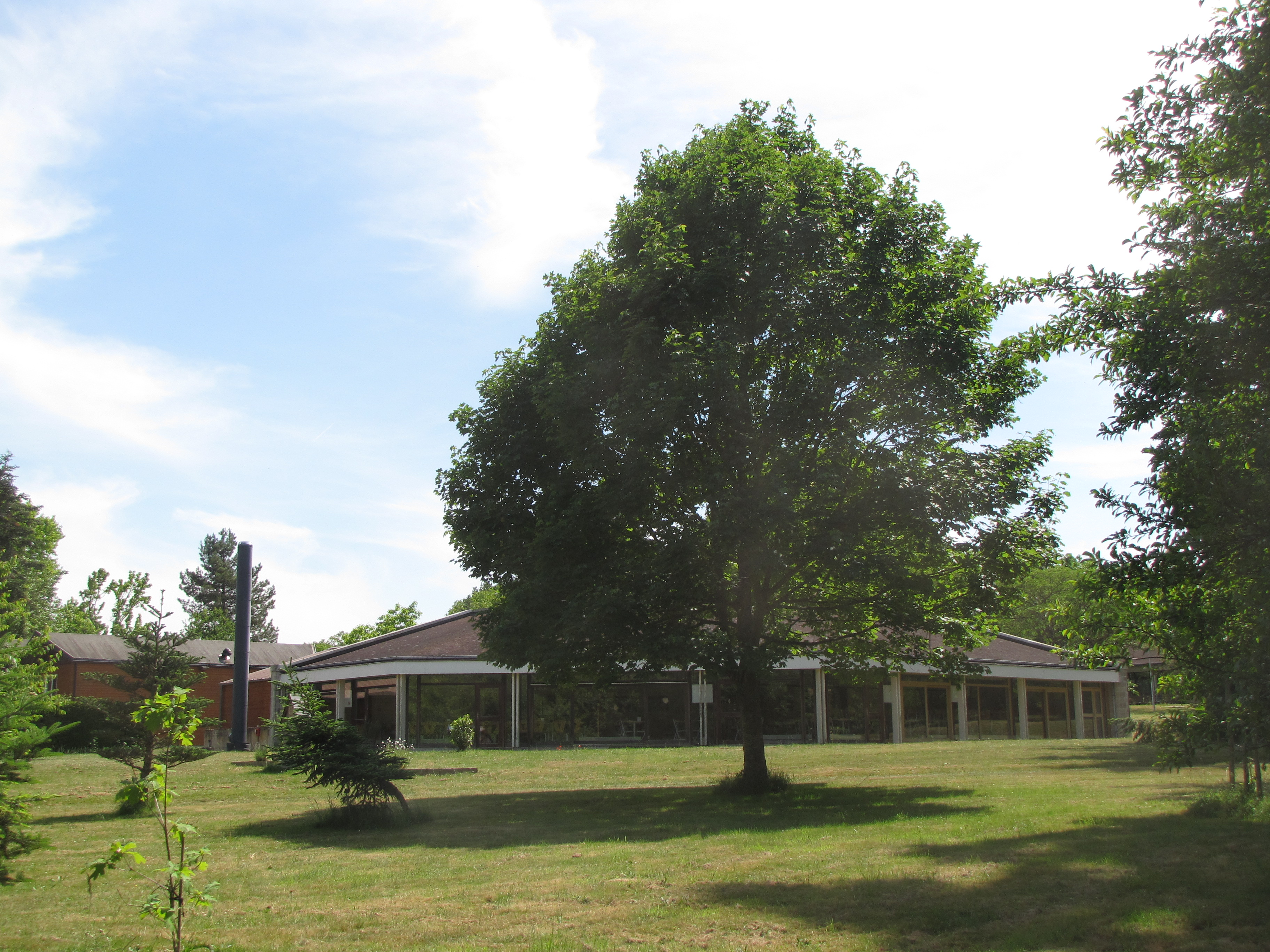
Le réfectoire de l'école.

## Gestion et label
L'arboretum, propriété du ministère de l'Agriculture, a été géré par l'Office National des Forêts de 2009 à 2018. Il s'étend sur près de 380 hectares dont 35 sont consacrés aux collections, et rassemble environ 2 600 espèces d'arbres et d'arbustes.
De 2004 à 2022, l'arboretum national des Barres a été labellisé « jardin remarquable » par le comité des parcs et jardins de France du ministère de la Culture.
De 2009 à 2013, le site a porté le nom d'Arbofolia.
Identité visuelle

Logo Arboretum National des Barres.
Logo du lycée des Barres.
Ancien logo jusqu'en 2008.
Ancien logo (2009-2013).

## Historique

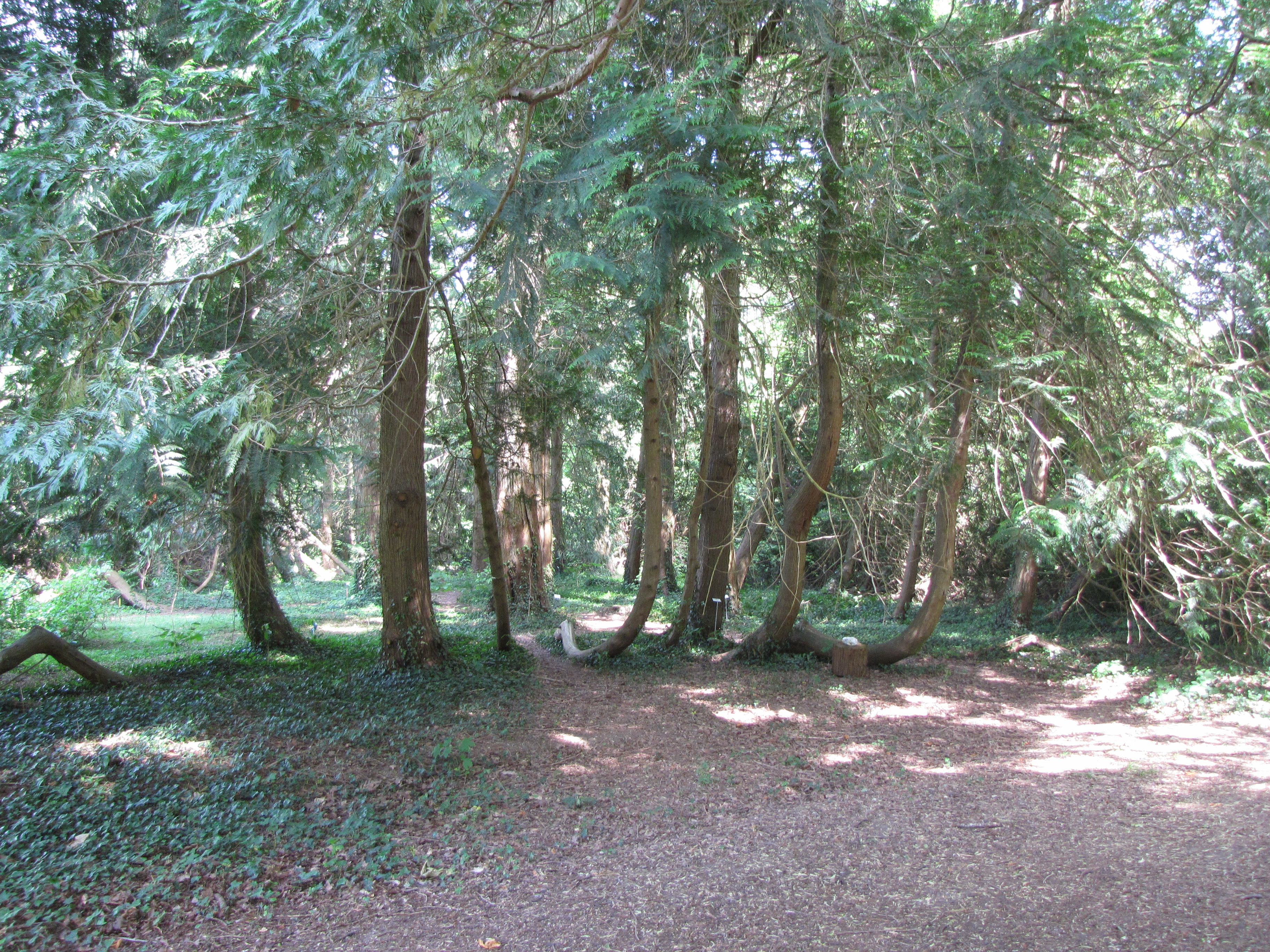
Le « thuya aux 80 troncs ».

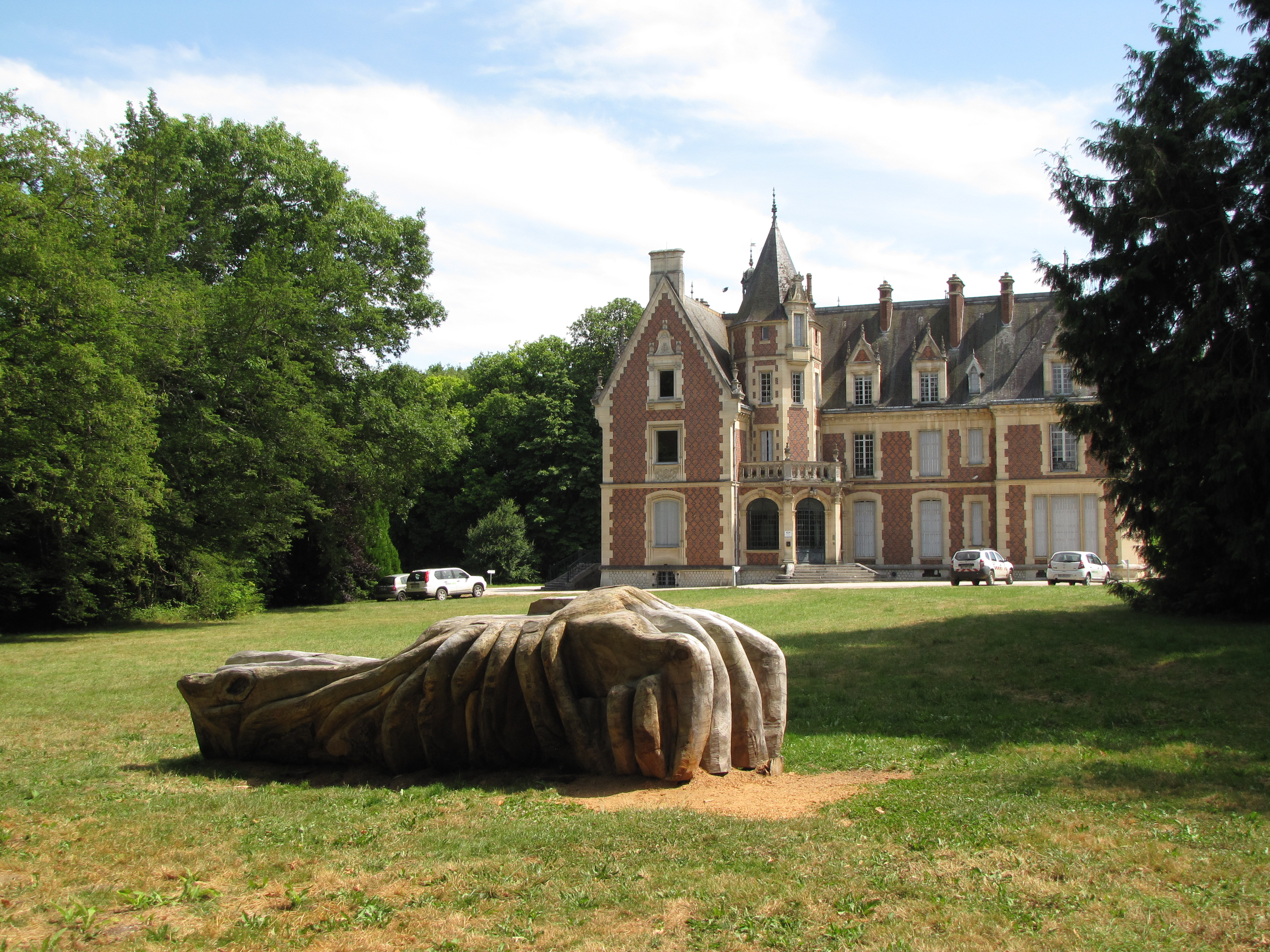
Château des Vilmorin.

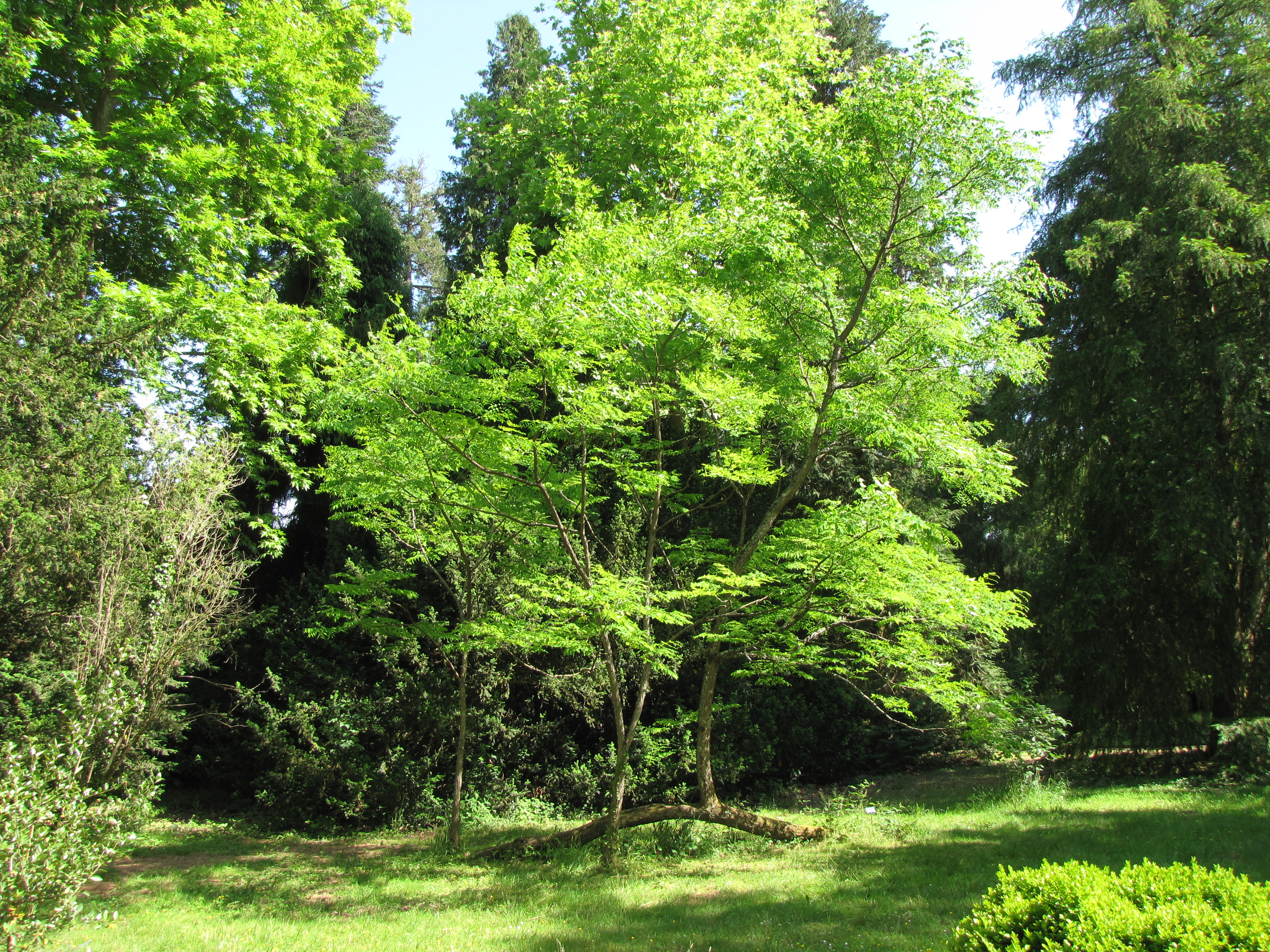
Chicot du Canada
planté en 1923.

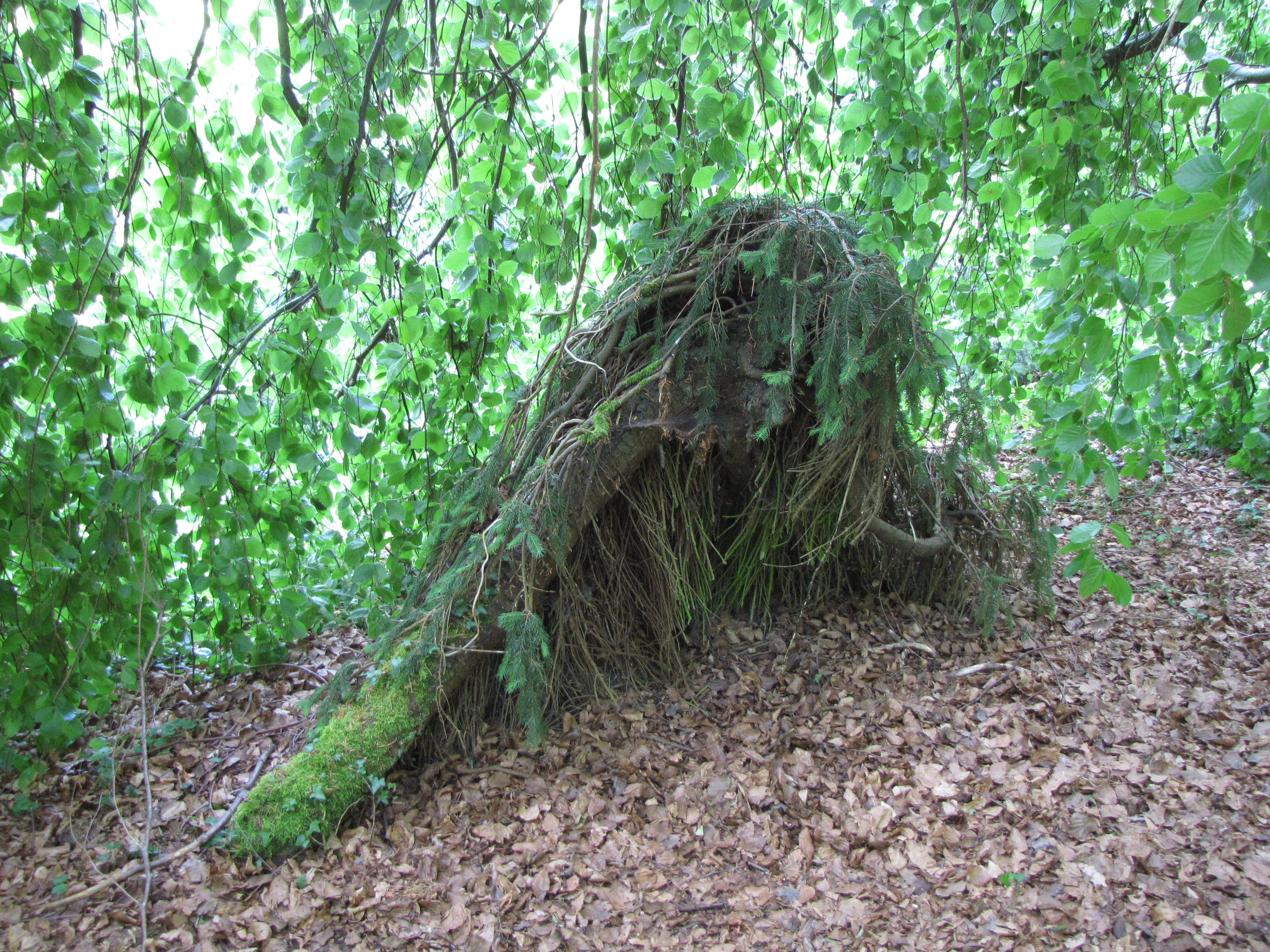
Picea abies Karst Inversa
planté en 1941.

Le domaine des Barres, dans lequel est implanté l'arboretum, est acquis en 1821 par l'horticulteur français Philippe André de Vilmorin, en vue de mener des cultures comparatives de différentes espèces d'arbres, essentiellement des pins de Riga, de Laricio, d'Autriche, de Calabre, et des chênes américains, et d'étudier leur développement sur des échantillons importants (des groupes de 25 à 100 exemplaires de chaque espèce). L'accent est mis sur les espèces capables de fournir des mâtures de navires, car à l'époque la France est tributaire de ses importations ; ce n'est pas nouveau : en 1666 Colbert signale déjà que les arbres pour les mâts viennent de Suède et qu'« il faut faire toute la diligence possible pour en avoir du côté des Pyrénées »
Après sa mort en 1862 une partie du domaine, soit 67 hectares, est cédée à l'administration des Eaux et Forêts qui prend en charge les plantations.
Une école primaire de sylviculture est installée dans le pavillon Guinier en 1873 par Constant Gouet qui met également en place un arboretum de collection en plantant de nombreuses nouvelles espèces,,.
En 1877 et 1878, les anciennes écuries sont converties en dortoir et la maison du garde général dite maison des vignes est construite.
Un chalet forestier provenant de l'exposition universelle de 1878 est installé dans le domaine en 1881.
En 1882, un pavillon pour le directeur de l'école est édifié ainsi que le pavillon Lorentz en 1883.
En 1884, une école secondaire de sylviculture est créée.
À la fin du XIXe siècle, Maurice de Vilmorin développe l'Est du domaine dont il est l'héritier en y créant un parc autour d'un nouveau château construit par l'architecte Gaston Aubry entre 1892 et 1894 ainsi qu'une collection d'arbustes,.
À partir de 1910, des feuillus et des conifères sont plantés sur de nouvelles pelouses selon un classement systématique ; des peupliers et d'autres essences exigeantes en eau le sont au marais des fontaines.
En 1920, des essences européennes et circum-méditerranéennes sont installées dans l'arboretum.
En 1921, après la mort de Maurice de Vilmorin, l'État français prend en charge l'Est du domaine.
À partir de 1929 sont plantées des essences asiatiques.
En 1936, l'État acquiert le château de la famille Vilmorin.
Le pavillon Daubrée construit au début du siècle est démoli en 1939.
En 1942 est créé l'arboretum dit bizarretum regroupant des espèces arbustives ornementales étonnantes.
En 1965, l'école forestière des Barres est transformée en École nationale des ingénieurs des travaux des eaux et forêts (ENITEF), et est chargée de gérer une partie du domaine ; l'autre partie est confiée au ministère de l'Agriculture.
En 1985, les ministres français de l'Agriculture, de la Recherche et de l'Environnement donnent un statut national à l'arboretum qui adopte l'appellation d'arboretum national des Barres. Les 37 hectares de collection sont ouverts au public et la promotion du site est confiée à l'association de découverte et d'initiation à l'arbre et à la forêt (ADIAF).
En 1989, l'ENITEF est démantelée et intégrée à l'École nationale du génie rural et des eaux et des forêts (ENGREF) qui est chargée de la gestion de l'arboretum le 1er janvier 1994.
En 1991, les pépinières de l'arboretum sont également ouvertes au public.
Le 30 septembre 1994, le château des Vilmorin accueille le siège de l'Inventaire forestier national (IFN), établissement public chargé d'évaluer le patrimoine forestier national.
Le 1er janvier 2009, l'Office national des forêts reprend la gestion touristique, pédagogique et scientifique de l'Arboretum et le renomme Arbofolia,. Le 1er janvier 2014, pour éviter toute confusion avec un autre site, la dénomination Arbofolia est abandonnée, l'arboretum reprend son nom initial d'Arboretum national des Barres.[réf. nécessaire]
Dans un rapport daté de juin 2014, la cour des comptes estime que « l'ONF a été fortement incité (par le ministère français de l'agriculture) à intégrer dans son patrimoine immobilier des ensembles dont il n'avait pas besoin et dont l'entretien est coûteux. C'est le cas de l'arboretum des Barres ». L'arboretum jugé « inutile à l'ONF », « même si le fonctionnement de ce site est pris en charge dans le cadre d'une MIG (mission d'intérêt général), cet ensemble nécessite des investissements pour des réfections d'urgence qui ne font l'objet d'aucune compensation financière », l'ONF ayant d'ailleurs envisagé une cession intégrale, sauf si une « aide publique complémentaire » lui est accordée.
En 2018, en raison de l'inaction du département et de l'État dans la prise en charge financière de l'Arboretum National des Barres, la décision est prise d'une fermeture au public fin 2018 et de celle des collections par la suite.
En 2019, la communauté de communes Canaux et Forêts en Gâtinais et le conseil régional Centre-Val de Loire financent l'accueil du public, sur la base de décisions bisannuelles prises par le préfet. Le programme des visites en 2019 et 2020 est cependant fortement perturbé par l'épidémie du covid s'ajoutant aux péripéties administratives pour le site. Début 2021 le sénateur Hugues Saury, inquiet de l'état de délabrement des installations et en particulier des biens immeubles du site, alerte le ministère de l'Agriculture sur l'urgence en cours. Le ministre de l'agriculture Julien Denormandie répond dans la foulée en affirmant que le transfert de propriété, de l'État vers le conseil régional Centre-Val de Loire, va être accéléré ; et que des ventes de biens sont prévues pour financer la rénovation de l'immobilier. En 2022, l'arboretum rouvre ses portes aux visites du public selon le calendrier habituel (saison mai- 1er novembre). En novembre 2022, la réouverture pour 2023 était encore incertaine et dépendait de la décision de la préfecture. Depuis, le site ouvre d'avril à début novembre et propose diverses animations (marchés, journée de l'arbre, observation des étoiles). Les visiteurs ont également accès à un salon de thé et peuvent acquérir des produits locaux. 

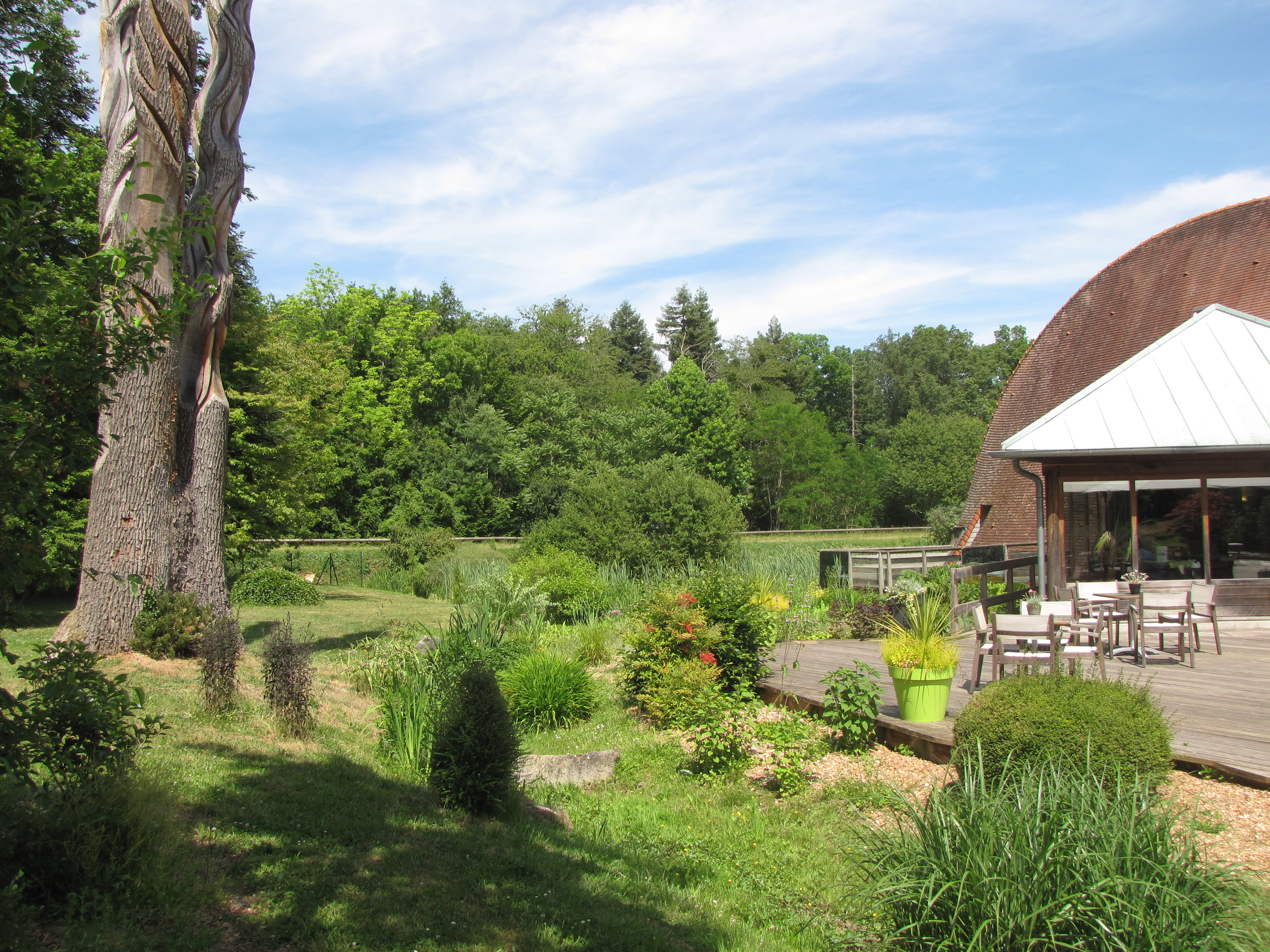
Terrasse à l'arrière du café.
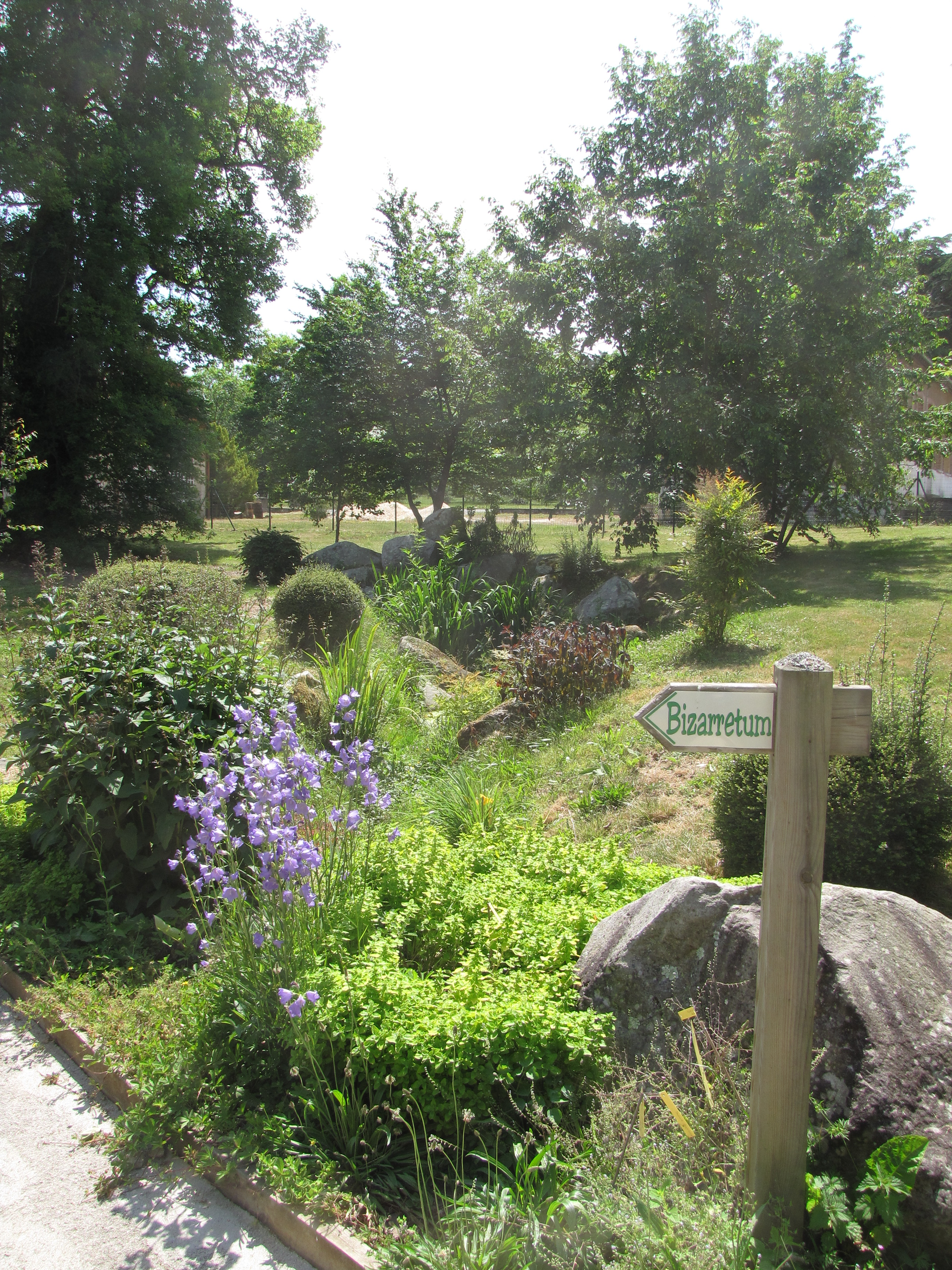
Sur le chemin vers le bizarretum.
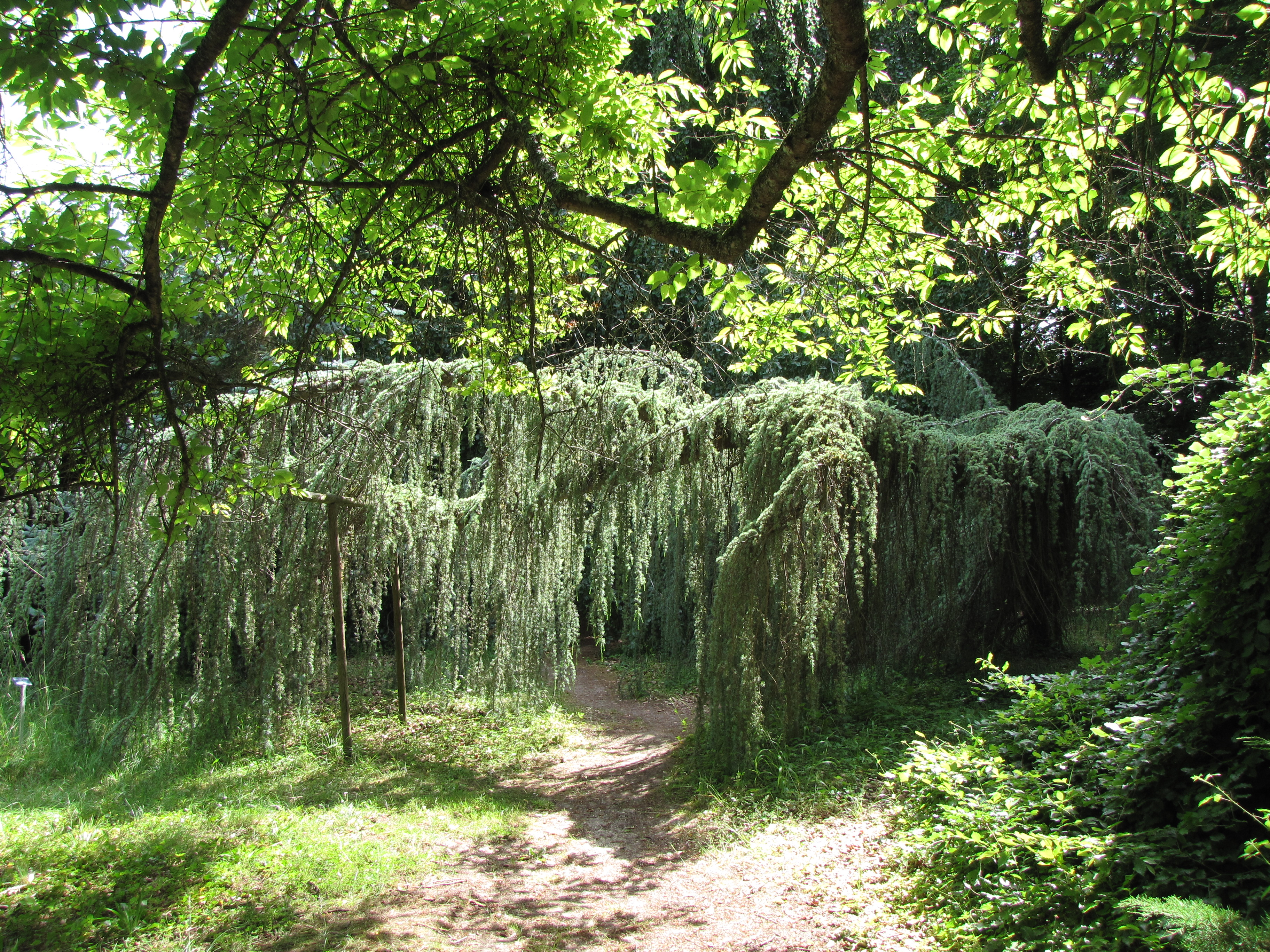
Juniperus horizontalis planté en 1955.
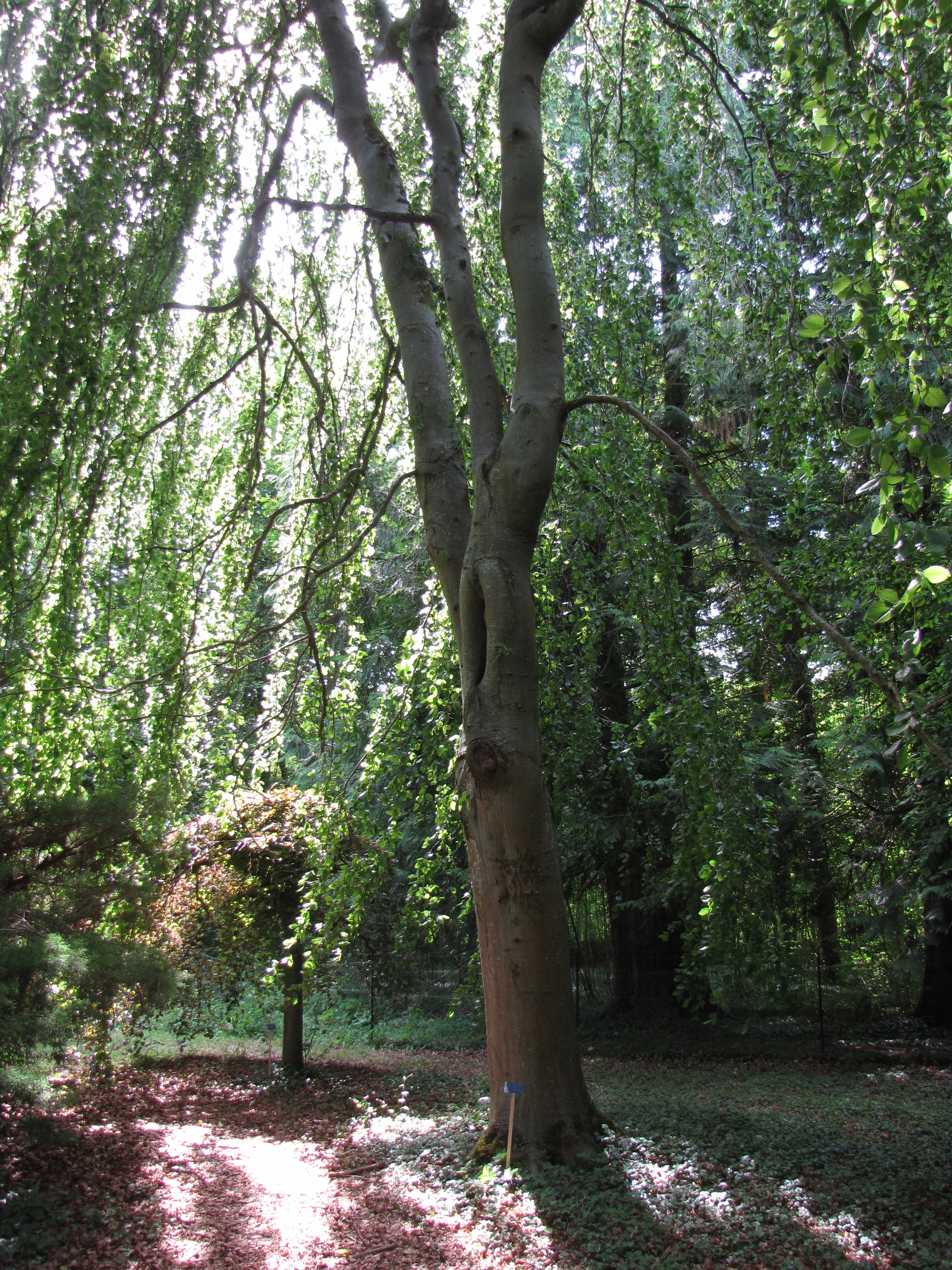
Fagus sylvatica cv. pendula planté en 1941.
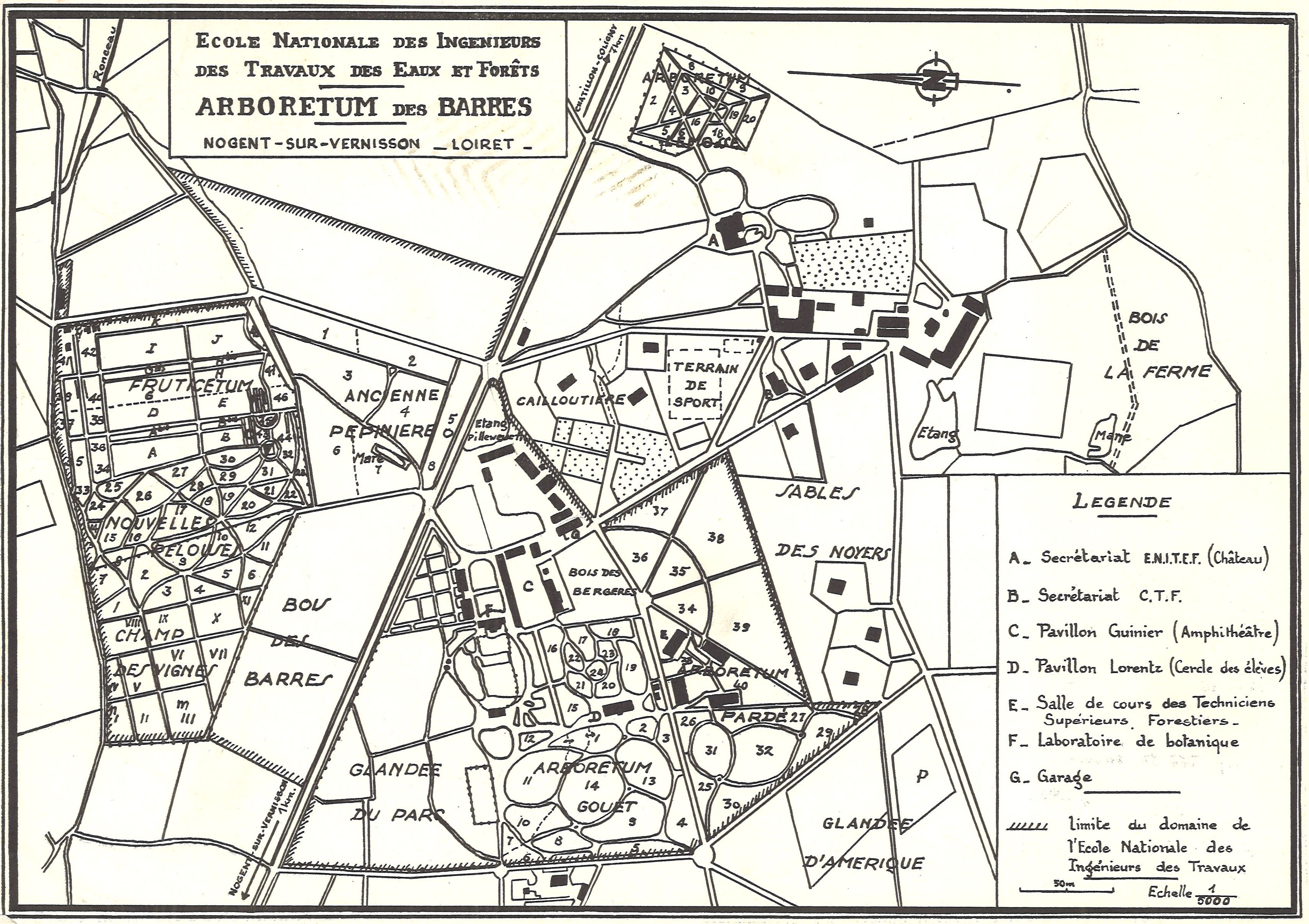
Plan de l'Arboretum des Barres
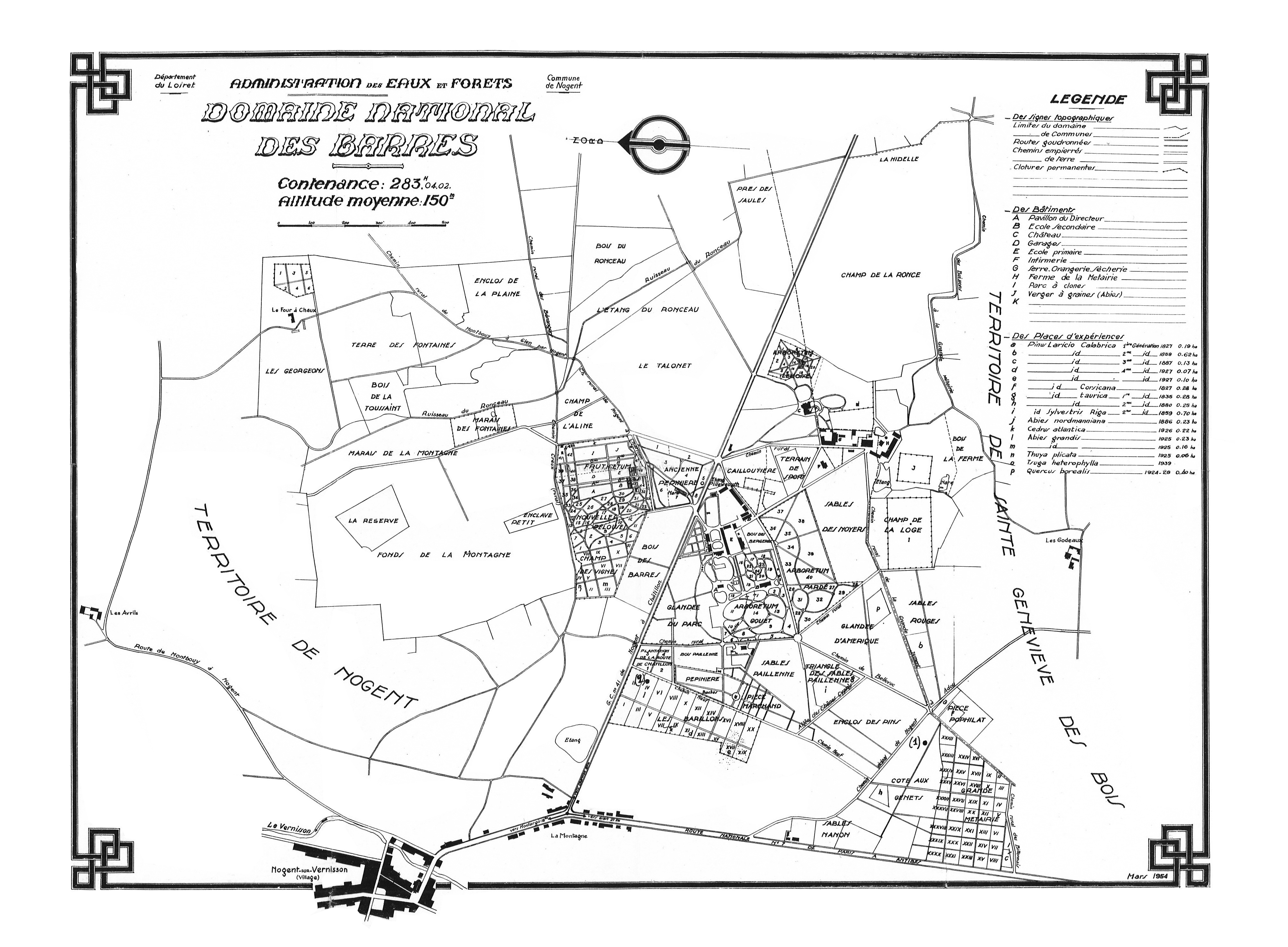
Plan de l'Arboretum des Barres, mars 1954